# Pohorská vesnice
Pohorská vesnice je román české spisovatelky Boženy Němcové z roku 1855.
Děj románu se odehrává v malé podhorské vesnici blízko německých hranic. Němcová zde líčí život prostých obyvatel vesnice, kde panuje hrabě Břeženský. Němcová v románu vykresluje jednotlivé charaktery postav. Nejdůležitější postavou ve vesnici je bezesporu Bába, která ví vše, pomáhá lidem léčit její nemoci, rodit děti a jiné.
S ní v chalupě žije vnučka Dorla a slepý syn Józa, který umí nádherně hrát na housle a překrásně zpívat. Bábina dcera Manka se vdala za Slováka Miča a má s ním dva malé syny. Mičo pracuje jako hraběcí šafář. Do této funkce jej hrabě jmenoval za záchranu svého života.
Hraběnka se ujala dcery po své zemřelé sestře Heleně zvané Jelenka. Jejímu synu, hraběti, je blízká, jako by byla jeho sestra. Hraběnka i hrabě jsou mírumilovní lidé a na srdci jim leží pouze prospěch vesnice. Někteří vesničané jim však nevěří. Mezi ně patří pašerák Srna. Tomu se pro jeho klevetění přezdívá Sršáň. Pro pašeráctví chce získat svého synovce Pavla. Pavel chce ale očistit své jméno kvůli lásce k Dorle. Není si však jist, zda Dorle nenadbíhá Jano, nebo dokonce sám hrabě.

## Filmová adaptace
- Pohorská vesnice – československé drama režiséra Miroslava Josefa Krňanského z roku 1928.